# Nazionale olimpica di calcio d'Israele
La Nazionale olimpica israeliana di calcio è la rappresentativa calcistica di Israele che rappresenta l'omonimo stato ai Giochi olimpici.

## Statistiche dettagliate sui tornei internazionali

### Giochi olimpici
| Anno | Luogo             | Piazzamento      | V | N | P | Gol |
| ---- | ----------------- | ---------------- | - | - | - | --- |
| 1952 | Helsinki          | Non partecipante | - | - | - | -   |
| 1956 | Melbourne         | Non qualificata  | - | - | - | -   |
| 1960 | Roma              | Non qualificata  | - | - | - | -   |
| 1964 | Tokyo             | Non qualificata  | - | - | - | -   |
| 1968 | Città del Messico | Quarti di finale | 1 | 3 | 0 | 5:3 |
| 1972 | Monaco di Baviera | Non qualificata  | - | - | - | -   |
| 1976 | Montréal          | Quarti di finale | 0 | 3 | 1 | 4:7 |
| 1980 | Mosca             | Non qualificata  | - | - | - | -   |
| 1984 | Los Angeles       | Non qualificata  | - | - | - | -   |
| 1988 | Seul              | Non qualificata  | - | - | - | -   |
| 1992 | Barcellona        | Non qualificata  | - | - | - | -   |
| 1996 | Atlanta           | Non qualificata  | - | - | - | -   |
| 2000 | Sydney            | Non qualificata  | - | - | - | -   |
| 2004 | Atene             | Non qualificata  | - | - | - | -   |
| 2008 | Pechino           | Non qualificata  | - | - | - | -   |
| 2012 | Londra            | Non qualificata  | - | - | - | -   |
| 2016 | Rio de Janeiro    | Non qualificata  | - | - | - | -   |
| 2020 | Tokyo             | Non qualificata  | - | - | - | -   |
| 2024 | Parigi            | Primo turno      | 0 | 1 | 0 | 3:6 |

## Tutte le rose

### Giochi olimpici
Calcio ai Giochi Olimpici Estivi 19681 Levin, 2 Bar, 3 Bello, 4 Rosen, 5 Schwager, 6 Rosenthal, 7 Talbi, 8 Spiegel, 9 Feigenbaum, 10 Spiegler, 11 Young, 12 Druker, 13 Borba, 14 Englander, 15 Shum, 16 Karako, 17 Kastro, 18 Dagmi, 19 Malika-Aharon, CT: Scheffer
Calcio ai Giochi Olimpici Estivi 19761 Vissoker, 2 Lev, 3 Oz, 4 Bar, 5 Schweitzer, 6 Peretz, 7 Shum, 8 Leventhal, 9 Turk, 10 Damti, 11 Sorinov, 12 Nimni, 13 Machnes, 14 Cohen, 15 Gal, 16 Ben-Tuvim, 17 Ben-Dor, CT: Schweitzer
Calcio ai Giochi Olimpici Estivi 20241 Nir'on, 2 Feingold, 3 Goldberg, 4 Lemkin, 5 Revivo, 6 Gandelman, 7 Davida, 8 Azoulay, 9 Turgeman, 10 Gloukh, 11 Abada, 12 Ben Harush, 13 Madmon, 14 Farada, 15 Yona, 16 Israelov, 17 Shahar, 18 Eliasi, 19 Gorno, 20 Yehoshua, 21 Malmoud, 22 Sason, CT: Luzon